# Broogh Fort

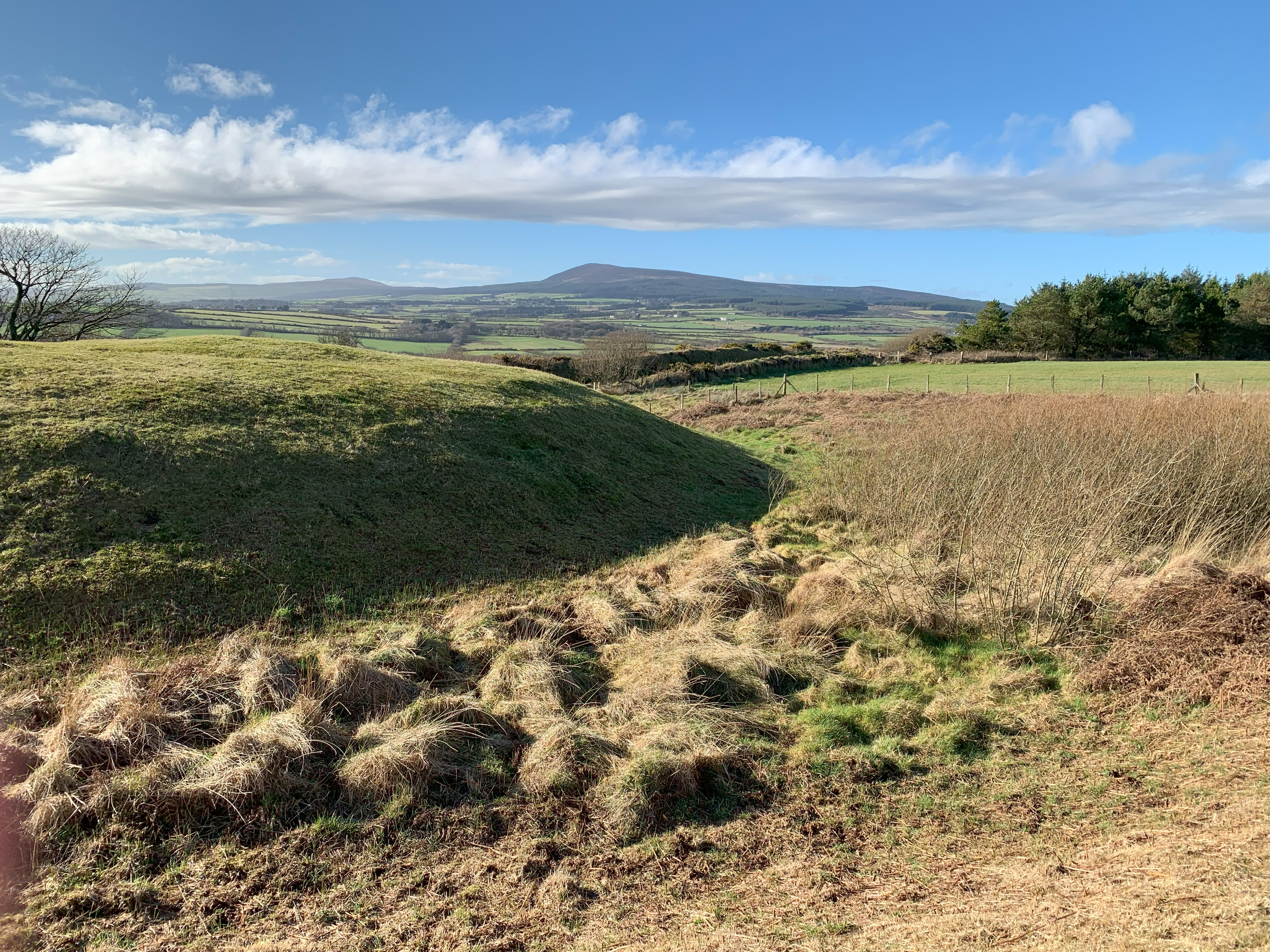
Links de heuvel en rechts de greppel.

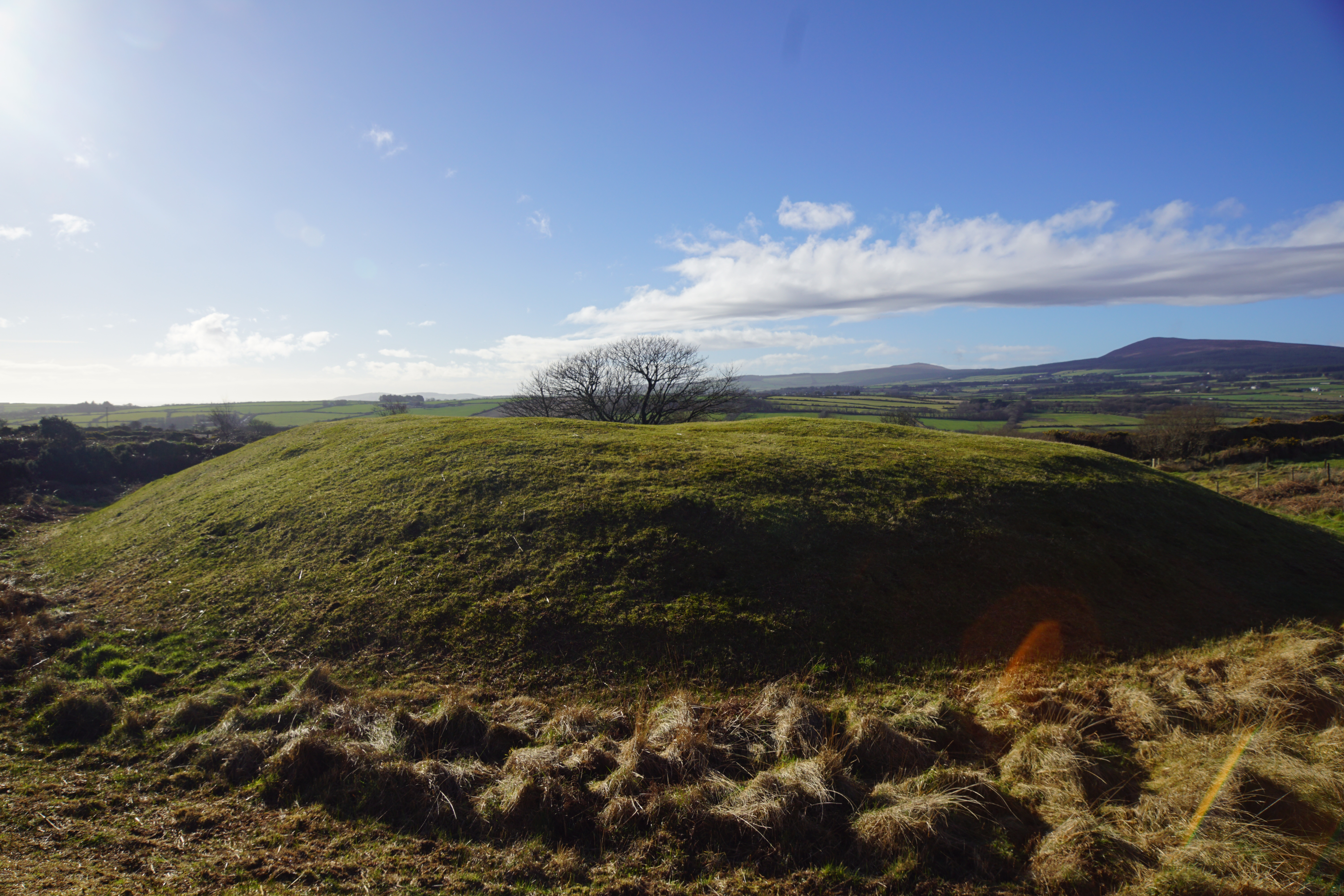
De heuvel gezien vanaf de aarden wal eromheen.

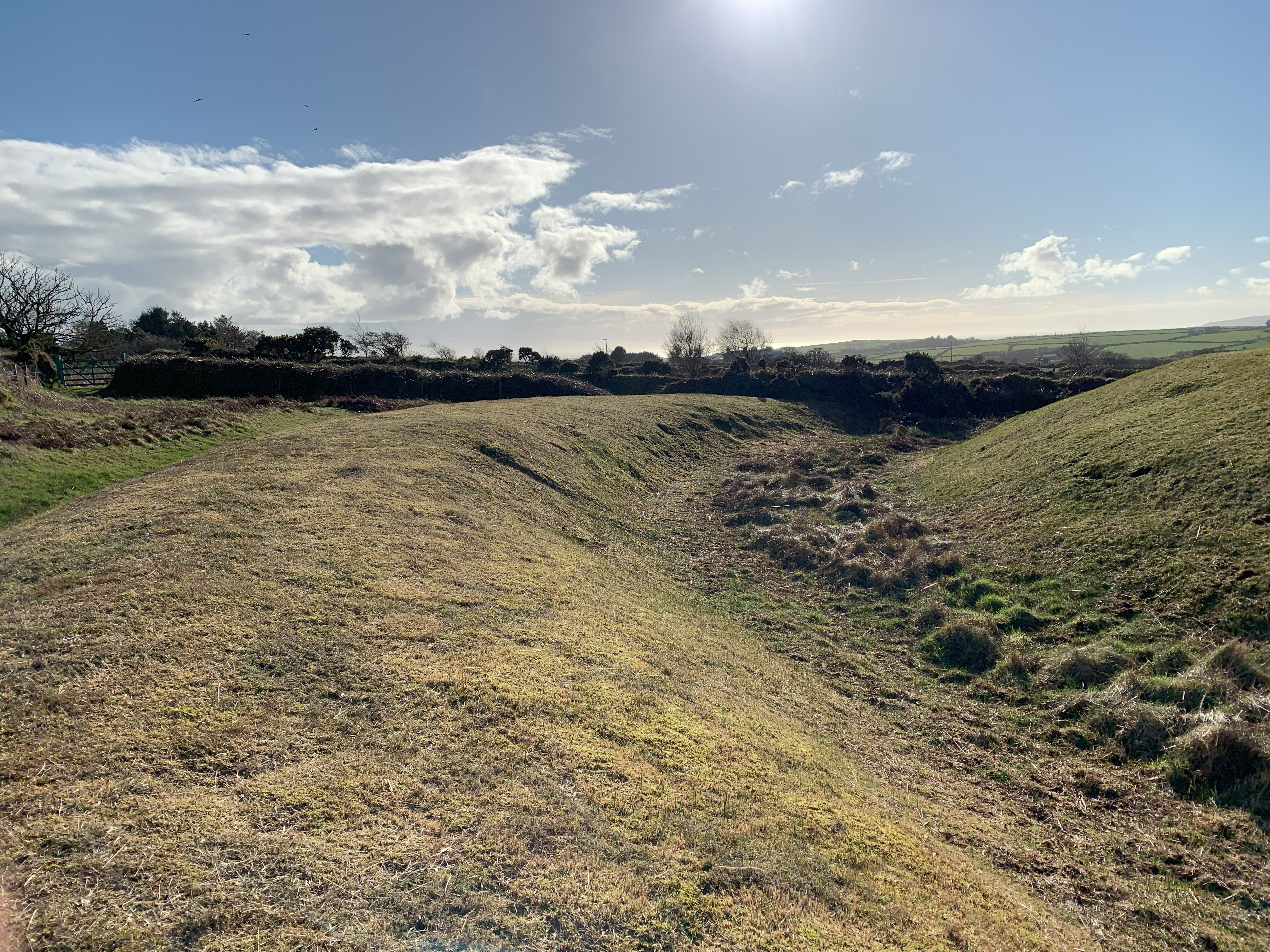
De greppel is acht meter breed.

Het Broogh Fort is een door mensen opgeworpen heuvel waarvan het doel nog niet duidelijk is. De heuvel is gelegen in de parish Santon op het eiland Man. 

## Etymologie
Broogh is Manx-Gaelisch voor 'steile helling' of 'klif'. Dit beschrijft de steile hellingen van deze heuvel.

## Omschrijving
Het Broogh Fort is gelegen ten oosten van de Ballacorris Road. Het Broogh Fort bestaat uit een afgetopte heuvel van twintig meter in diameter en is vier meter hoog. Eromheen bevindt zich een acht meter brede greppel. Aan de zuidzijde en oostzijde liggen nog twee concentrische aarden wallen en een greppel. Deze zijdes zijn de droogste zijdes, de noord- en westzijde zijn de natste. De grond aan de noordzijde is dusdanig nat, dat het ook onderin de greppel altijd nat is. 
Bovenop de heuvel zijn geen structuren zichtbaar.

## Interpretaties
Broogh Fort is nooit archeologisch onderzocht.
Broogh Fort kan een middeleeuwse motte zijn, een opgeworpen heuvel waarop een klein kasteel of ander defensief bouwwerk stond. De omwallingen en greppels bemoeilijken de benadering van de heuvel vanuit de makkelijkst begaanbare routes. Deze interpretatie wordt de meest waarschijnlijke geacht.
Het is echter ook mogelijk dat het een graf uit de bronstijd is. Gezien de grootte van de heuvel en de steilheid van de omwallingen lijkt dit niet heel erg waarschijnlijk. 
Het is ook mogelijk dat het hier gaat om en heuvelfort of ringfort uit de ijzertijd dat later is veranderd in een motte.

## Beheer
Het Broogh Fort wordt beheerd door de Manx National Heritage.